# Embalse de El Vicario
El embalse de El Vicario es el almacenamiento artificial de las aguas del río Guadiana, ubicado en la provincia de Ciudad Real, comunidad autónoma de Castilla-La Mancha, España. 